# 十津川村立迫西川小学校
十津川村立迫西川小学校（とつかわそんりつ せにしがわしょうがっこう）は、奈良県吉野郡十津川村大字迫西川にあった公立小学校である。

## 概要
十津川村の南西部にある大字迫西川を校区としていた小学校である。
2000年から休校となり、十津川村立西川第一小学校の校区となっていた。2017年の十津川村立十津川第二小学校設立に伴い閉校した。

## 沿革
- 1969年（昭和44年） - 十津川村立小坪瀬小学校迫西川分校が十津川村立迫西川小学校として独立[2]。
- 1994年（平成6年）4月1日 - 大字迫西川によってつくられた湯野々グランドの敷地に移転[3]。
- 2000年（平成12年）4月1日 - 休校[4]。十津川村立西川第一小学校の校区となる。
- 2017年（平成29年）4月1日 - 十津川村立西川第一小学校が十津川村立平谷小学校・十津川村立西川第二小学校と統合し十津川村立十津川第二小学校が開校したことに伴い閉校[5]。

## 通学区域
十津川村大字迫西川

## 主な進学先
公立学校の場合は、十津川村立西川中学校、同校閉校後は十津川村立十津川中学校へ進学していた。

## アクセス
十津川村営バス迫西川線の湯之野バス停から徒歩。

## 周辺
- 国道425号